# Algete
Algete és un municipi de la província de Madrid situat a 30 quilòmetres al nord de la capital. Està enclavat en la comarca natural de La Campiña, en la Cuenca del Medio Jarama. Limita amb Fuente el Saz de Jarama, San Sebastián de los Reyes, Alalpardo-Valdeolmos, Cobeña, Daganzo de Arriba, El Molar, San Agustín del Guadalix i Colmenar Viejo.

## Història
No es té constància clara de l'inici de la població del municipi. Existeixen restes d'assentaments humans en l'edat del ferro, pertanyent a la cultura campaniforme trobats en la vega del Jarama. S'han trobat també restes de viles romanes i d'assentaments visigots.
Se sap que ja estava habitat en època àrab per l'existència de qanats o vies d'aigua subterrània. D'aquesta època pot provenir el seu nom, derivat del-Satt, que significa la ribera (pel riu Jarama). Altra teoria advoca per una procedència iber. El primer document històric data de l'any 720, quan en el qual s'assenyala que Tàriq ibn Ziyad es dirigeix cap al nord, deixant una companyia vigilant en un turó el camí i el riu. Aquesta companyia, anomenada Al-Satt, estaria circumscrita, probablement, al Regne de Toledo. En 1081, Alfons VI de Castella va començar la reconquesta de la conca del Jarama, expulsant als musulmans i repoblant la zona amb cristians provinents del nord.
En el segle xv disminuí la intensitat circulatòria per aquesta zona, pel que gran nombre de famílies jueves van fugir per a mantenir el seu negoci. En el segle xvi Algete va arribar el títol de vila. A mitjan segle es reconstruïx l'església, possiblement sobre altra anterior d'origen romànic. En 1579, Gregori XIII desafecta Algete del Arquebisbat de Toledo i el transferí a la Corona. Així, Felip II ho ven per vint mil ducats a García Hurtado de Mendoza, Marquès de Cañete i Virrey del Perú.
En el segle xviii arriben de les cases senyorials. Diversos documents d'aquesta època testimonien diverses visites del rei Carles III a la "Villa de Argete". En 1728, Felip V erigeix el Ducat de Algete amb Grandesa d'Espanya a favor de Cristóbal de Moscoso y Montemayor. Les dades cadastrals d'aquesta època parlen d'una població de "290 veïns que viuen en 282 cases", augmentant el nombre d'habitants a 1.263 en tan solament uns anys. Ja en el segle xix, Alfons XII visita el municipi en 1883, i en 1891 es construïxen les primeres escoles municipals.
En el segle xx, iniciada la Guerra Civil, l'església és saquejada i usada com centre d'intendència de les milícies republicanes, instal·lant-se a Soto del Duque un petit camp d'aviació. Acabada la guerra, les tropes nacionals van prendre el poble. En la dècada dels seixanta arriba a poc a poc el desarrollismo al municipi: neixen les primeres zones industrials, es canalitza l'aigua, s'eixamplen carreteres, es reforma l'enllumenat públic. En els setanta es construïxen l'Ajuntament; en la dècada dels vuitanta s'aixeca la plaça de toros i es desenvolupa el Poliesportiu en uns terrenys cedits pel duc d'Alburquerque, i en els noranta es construeix el nou Centre de Salut i alguns centres educatius. Igual que moltes ciutats dels voltants de Madrid, va experimentar un creixement desmesurat durant els anys vuitanta i noranta a causa de l'emigració procedent del medi rural.

## Fills il·lustres
- Ofelia Nieto (1898-1931) soprano lleugera.
- Ángeles Ottein (1895-1981) tiple lleugera, germana d'Ofelia Nieto.